# Annonacina
La annonacina es una sustancia química que se encuentra en algunas frutas de la familia Annonaceae (como la guanábana o la anona roja). Es un miembro de la clase de compuestos conocido como acetogeninas. Informes recientes han mostrado que el consumo regular en ratones (3.8 y 7.6 mg por kg por día por 28 días) causó lesiones cerebrales consistente con la enfermedad de Parkinson.
Como otras acetogeninas, según un informe, la annonicina bloquea el complejo I, que es responsable de convertir NADH a NAD+, y crea la acumulación de un gradiente de protones a través de la membrana interna mitocondrial. Esta efectivamente desactiva la habilidad de una célula a generar ATP mediante una ruta oxidativa, por último, obligando a una célula en apoptosis o necrosis.